# Fox Sports (Colombia)
Fox Sports Colombia fue un canal de televisión por suscripción colombiano de origen estadounidense especializado en deportes. Fue lanzado como la señal local del canal latinoamericano Fox Sports (Latinoamérica) desde septiembre de 2016 al convertirse en la tercera señal regionalizada de la cadena, después de las de Chile y Uruguay.
Se emitía desde los estudios de Fox Telecolombia en Bogotá. A partir de 2020, se unificó con ESPN.

## Historia
Fox Sports Colombia comenzó a emitirse como una subseñal de Fox Sports Latinoamérica a partir del 8 de junio de 2015, con el estreno de Fox Sports Radio Colombia, durante la Copa América Chile 2015, en sustitución de Fox Sports Radio originado en Argentina. Esta situación fue similar a la aplicada para la subseñal chilena de Fox Sports antes del lanzamiento de su propia señal localizada. Los primeros programas de Fox Sports Radio Colombia fueron emitidos por Fox Sports 2.
Entre 2015 y 2016, la subseñal aumentó el número de producciones de origen local por medio de desconexiones con el canal principal, tales como Fox Gol Colombia y La última palabra, el 12 de julio de 2015 y el 25 de enero de 2016, respectivamente.
El 26 de septiembre de 2016, la subseñal se convirtió en un canal independiente e inició sus transmisiones como Fox Sports Colombia junto con el estreno de Central Fox Colombia.
El 22 de enero de 2017 comenzó a emitirse la edición dominical doble de Central Fox Colombia. Dos años después, el 26 de febrero de 2018, se lanzó la edición vespertina de dicho espacio informativo, de lunes a viernes a las 5:00 p. m..
Desde las primeras transmisiones el noticiero Central Fox Colombia empiezo con el horarios de los domingos a las 10:00 p. m. pero en enero de 2017 el horario de las 10:00 p. m. se trasladó de 8:00 p. m. a 9:00 p. m.
Debido a la adquisición de 21st Century Fox por parte de Disney, Fox Sports Colombia cesó sus emisiones el 30 de diciembre de 2019 y fue reemplazado por la señal Sur de Fox Sports Latinoamérica.